# Congregatie van Onze Lieve Vrouw van Liefde van de Goede Herder

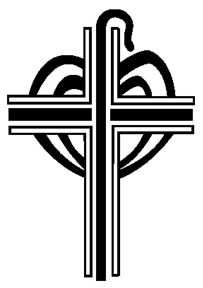
Beeldmerk van de congregatie

De Congregatie van Onze Lieve Vrouw van Liefde van de Goede Herder, in de volksmond Zusters van de Goede Herder genoemd, is een rooms-katholieke congregatie, gesticht door Maria Euphrasia Pelletier. De congregatie kwam in 1835 voort uit de Congregatie van Onze Lieve Vrouwe van Liefde, ook wel aangeduid als de Congregatie van Onze Lieve Vrouwe van Toevlucht. In 2014 zijn beide congregaties gefuseerd, waarbij de naam Congregatie van Onze Lieve Vrouwe van Liefde van de Goede Herder werd aangehouden.

## Geschiedenis
De stichtster Maria Euphrasia Pelletier werd op 31 juli 1796 geboren als Rosa Virginia Pelletier op het eiland Noirmoutier. In 1814 werd zij opgenomen in de Congregatie van Onze Lieve Vrouwe van Liefde (Frans: refuge), gesticht door Johannes Eudes in 1662. Op 29-jarige leeftijd werd zij reeds gekozen tot overste van het klooster te Tours. Vanaf 1829 gaf zij leiding aan een nieuwe vestiging van de congregatie te Angers. Vanuit Angers richtte Maria Euphrasia Pelletier een eigen congregatie op, aanvankelijk onder de naam Congregatie van Onze Lieve Vrouw van Liefde van de Goede Herder van Angers.
Tussen 1829 en het overlijden van de stichteres op 24 april 1868 werden 110 kloosters gesticht, verspreid over alle werelddelen. Maria Euphrasia is in 1940 door paus Pius XII heilig verklaard.

## De Zusters van de Goede Herder in Nederland

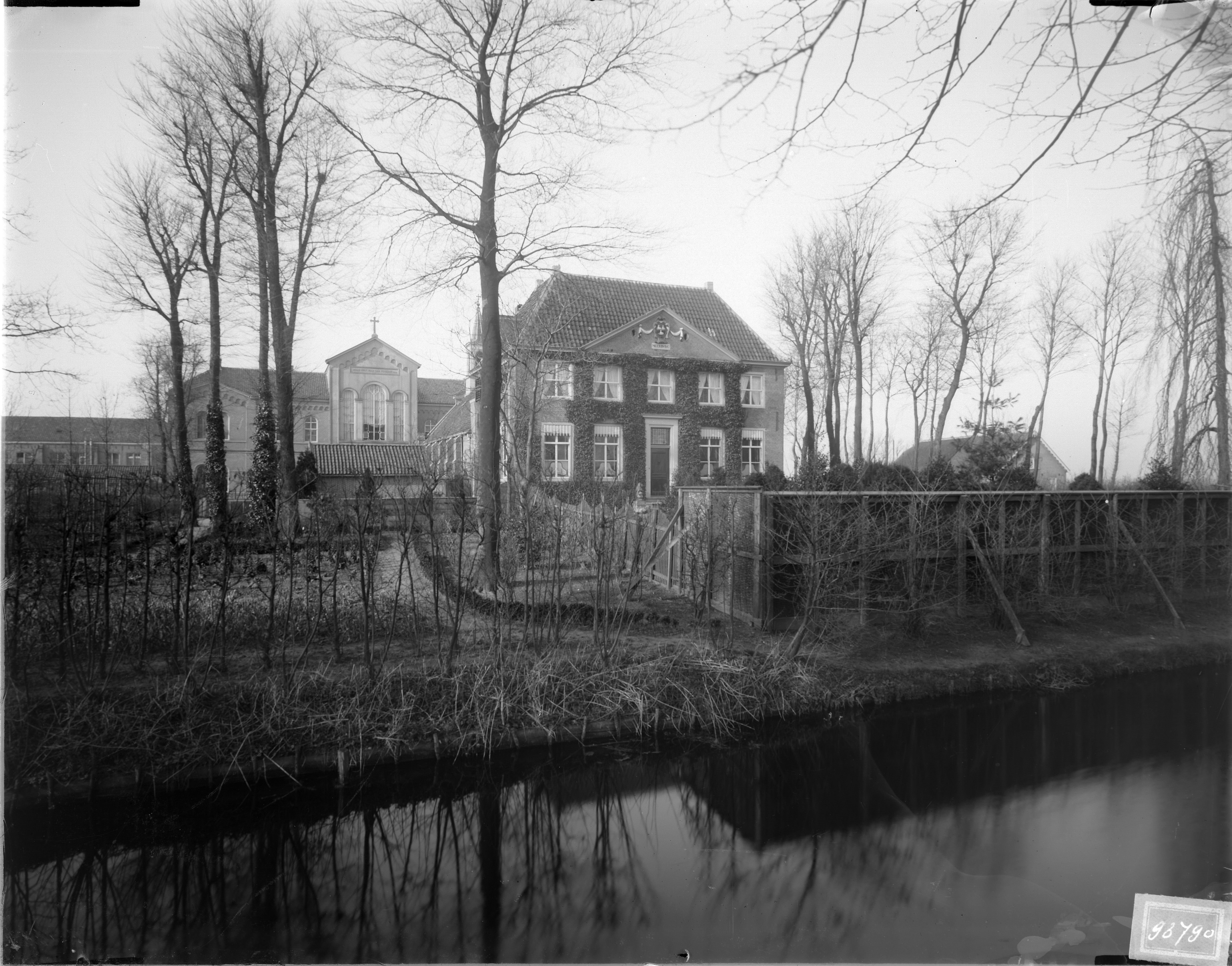
Op de achtergrond klooster de Goede Herder te Zoeterwoude-Rijndijk, eind 19e eeuw

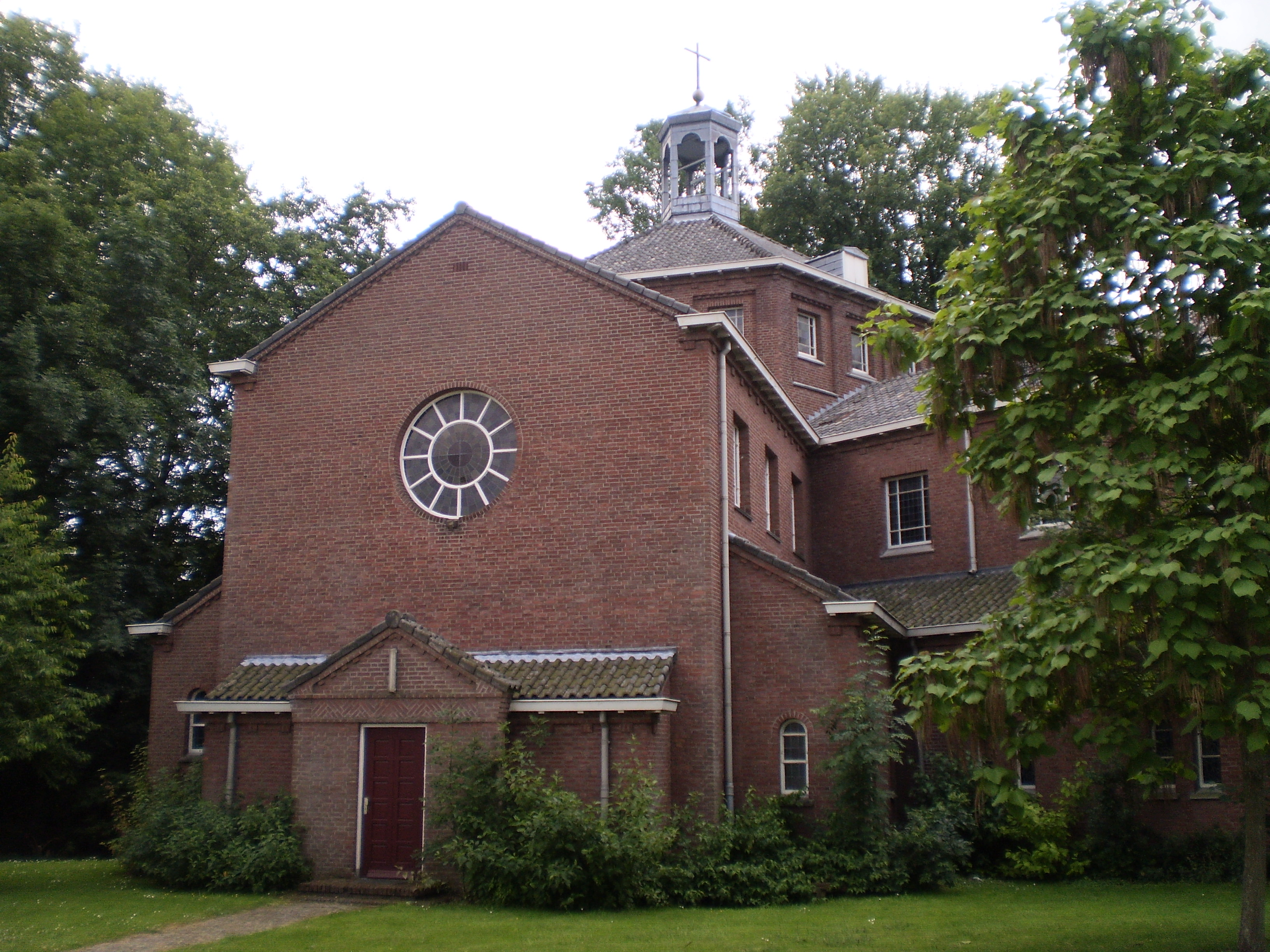
Kapel van het klooster te Velp in 2009

In 1860 opende het eerste klooster in Nederland, te Zoeterwoude-Rijndijk. De huidige wijk De Goede Herder is vernoemd naar dit klooster. Vanuit het moederhuis in Zoeterwoude, werden er kloosters gesticht in onder andere Haarlem (1879, later overgegaan naar Bloemendaal: Euphrasia), Almelo (1886, Vriezenveenseweg), Velp (1892, Larenstein) en Tilburg (1902, Bredaseweg). Ook in Batavia werd in 1927 een huis gesticht.
Tot 2006 vormden de Zusters van de Goede Herder een zelfstandige provincie in Nederland. Sinds 2012 maken zij deel uit van een provincie die bestaat uit zusters uit Nederland, België, Frankrijk en Hongarije. Het laatste klooster, klooster Euphrasia op het landgoed Dennenheuvel te Bloemendaal, werd in 2014 verlaten.

### Gedwongen opsluiting en dwangarbeid
De zusters bestuurden ook internaten voor meisjes, tot 1978. Deze internaten stonden in Almelo, Zoeterwoude-Rijndijk, Velp en Tilburg. De meisjes waren veelal uit huis geplaatst en door de Kinderbescherming - dus onder verantwoordelijkheid van het Rijk - aan de zorgen van de zusters toevertrouwd. De zusters lieten deze "meisjes van De Goede Herder", ook de minderjarigen, werkzaamheden verrichten, vaak zwaar en langdurig, in naaiateliers en wasserijen. Zij mochten niet met elkaar praten. Voortdurend was er de bedreiging met strafsancties. Meisjes die zich verzetten of geprobeerd hadden weg te lopen, werden vaak langere tijd, tot wel twee maanden, in een isoleercel opgesloten.
Veel vrouwen hebben aan de wrede en liefdeloze ervaringen bij de nonnen hun leven lang trauma's overgehouden. Een aantal vrouwen die in hun jeugd opgesloten hadden gezeten in gestichten van de congregatie, sloten zich in 2018 aaneen tot een lotgenotengroep. Deze vrouwen stelden de congregatie aansprakelijk voor de dwangarbeid, die zij in de gestichten moesten verrichten. Minister voor Rechtsbescherming Sander Dekker liet onafhankelijk onderzoek naar de zaak verrichten. Dit onderzoek concludeerde dat inderdaad sprake was geweest van dwangarbeid, die in strijd was met de destijds geldende normen en rechten. Omdat de overheid hier medeschuldig aan was, achtte minister Dekker excuses van de overheid op zijn plaats.  Later heeft de overheid ook een schadevergoeding toegekend. De congregatie ontkent dat er sprake is geweest van dwangarbeid. De praktijken bij de Zusters zijn aan de kaak gesteld in het boek en de documentairereeks Meisjes van de Goede Herder, uitgezonden door de VPRO en gemaakt door Britta Hosman die zich twee jaar in dit verhaal had verdiept.
In een door 19 vrouwen die bij de Goede Herder gedwongen arbeid hebben verricht, tegen de kloosterorde aangespannen rechtszaak wees de rechtbank Noord-Holland in 2023 de vorderingen af wegens verjaring. Volgens de rechtbank kon in redelijkheid en billijkheid niet van de strikte verjaringstermijn worden afgeweken. Discussie is gaande of de mede dankzij de onbezoldigde dwangarbeid welgestelde kloosterorde die in Nederland nog slechts enkele hoogbejaarde leden heeft, uit hoofde van een natuurlijke verbintenis niet compensatie moet geven aan nog levende slachtoffers van het dwangbewind. De directeur van de orde die de belangen van de nog levende zusters en het moederklooster in Frankrijk behartigt, gaat uit van de goede bedoelingen van de zusters en is verontwaardigd over wat de zusters, de orde, de kerk met de claims wordt aangedaan. Er is bij de orde geen bereidheid nog levende slachtoffers van de slavernij financiële compensatie te bieden. In 2022 is in Velp een monument geplaatst ter nagedachtenis van de jong overleden ‘meisjes’ van de Goede Herder.